# Tamsin Egerton
 (novembre 2020).
Si vous disposez d'ouvrages ou d'articles de référence ou si vous connaissez des sites web de qualité traitant du thème abordé ici, merci de compléter l'article en donnant les références utiles à sa vérifiabilité et en les liant à la section « Notes et références ».
Pour les articles homonymes, voir Egerton.
Tamsin Egerton est une actrice et mannequin anglaise, née le 26 novembre 1988 à Portsmouth en Angleterre.

## Biographie
Tamsin Egerton a commencé très tôt sa carrière dans le mannequinat avant de se découvrir une carrière d'actrice. Elle est surtout connue pour son rôle de Holly Goodfellow dans Secrets de famille (2005), puis elle a été Sarah dans Driving Lessons et Katrina dans Eragon, sorti en 2006.
Elle joue aussi le rôle de Chelsea dans St Trinian's 1 en 2007 et St. Trinian's 2 : The Legend of Fritton's Gold en 2009. En 2011, elle joue le rôle de Guenièvre dans la série télévisée Camelot.

## Vie privée
Depuis 2012, elle est la compagne de l'acteur Josh Hartnett, rencontré sur le tournage du film The Lovers sorti en 2013. Elle annonce en juin 2015 qu'elle est enceinte de son premier enfant, à qui elle donne naissance le 2 décembre 2015. En février 2017, lors de l'after-party des Oscars, Tamsin et Josh annoncent attendre leur deuxième enfant.

## Filmographie

### Cinéma
- 2005 : Secrets de famille (Keeping Mum) de Niall Johnson : Holly Goodfellow
- 2006 : Eragon de Stefen Fangmeier : Katrina
- 2006 : Leçons de conduite (Driving Lessons) de Jeremy Brock : Sarah
- 2007 : Earthquake (Court-métrage) : Zoë
- 2007 : St Trinian's : Pensionnat pour jeunes filles rebelles  : Chelsea
- 2009 : Knife Edge : Flora
- 2009 : St. Trinian's 2 : The Legend of Fritton's Gold de Oliver Parker et Barnaby Thompson : Chelsea
- 2010 : 4.3.2.1 de Noel Clarke et Mark Davis : Cassandra
- 2010 : Huge : Clarisse
- 2010 : The Story of F*** : Daisy
- 2011 : Chalet Girl de Phil Traill : Georgie
- 2013 : Grand Piano d'Eugenio Mira (en) : Ashley
- 2013 : La Prophétie de l'anneau (The Lovers) de Roland Joffé : Laura Fennel
- 2013 : A Very Englishman (The Look of Love) de Michael Winterbottom : Fiona Richmond/Amber
- 2014 : Queen and Country de John Boorman : Ophelia
- 2014 : Love, Rosie de Christian Ditter : Sally
- 2016 : Grimsby : Agent trop spécial de Louis Leterrier : Carla Barnes

### Télévision
- 2001 : Les Brumes d'Avalon (The Mists of Avalon) (téléfilm) : Morgane jeune
- 2002 : Napoléon (série télévisée) : Miss Betsy
- 2002 : Sir Gadabout, the Worst Knight in the Land (série télévisée) : Princesse Elenora
- 2003 : Hans Christian Andersen: My Life as a Fairy Tale (téléfilm) : Kate Dickens
- 2004 : La Revanche de Sherlock Holmes (Sherlock Holmes and the Case of the Silk Stocking) (téléfilm) : Miranda Helhoughton
- 2006 : Mayo (série télévisée) : Patti Feathers
- 2006 : Affaires non classées (Silent Witness) (série télévisée) : Hannah Duncan
- 2007 : The Abbey (téléfilm) : Tiffany
- 2009 : Octavia (téléfilm) : Octavia
- 2009 : Scotland Yard, crimes sur la Tamise (Trial & Retribution) (série télévisée) : Imogen
- 2010 : Money (série télévisée) : Butch Beausoleil
- 2011 : Camelot (série télévisée) : Guenièvre
- 2013 : The List (téléfilm) : Delilah